# Quasi nemici - L'importante è avere ragione
Quasi nemici - L'importante è avere ragione (Le Brio) è un film del 2017 diretto da Yvan Attal, con protagonisti Daniel Auteuil e Camélia Jordana.
Il film è stato particolarmente apprezzato in Francia, dove alla cerimonia dei César 2018, la pellicola ha ottenuto tre candidature: miglior promessa femminile (vinto da Camélia Jordana), miglior attore e miglior film.

## Trama
Neïla Salah è una matricola di giurisprudenza all'Università Panthéon-Assas di Parigi. Il primo giorno si presenta in ritardo alla lezione tenuta dal professor Pierre Mazard, famoso per le sue posizioni iperconservatrici che spesso e volentieri sconfinano nel razzismo. Mazard apostrofa Neïla davanti agli altri studenti, tacciandola di essere la classica ragazza della banlieue che si piange addosso per la propria sfortuna, pronosticandole vita breve dentro l'università se continuerà ad avere questo atteggiamento. Effettivamente Neïla, nativa di Créteil, non rinnega le proprie origini (presentandosi con abbigliamento decisamente casual), purtuttavia spera di emanciparsi dalla vita precaria della periferia attraverso lo studio. Neïla tiene testa a Mazard, le cui uscite razziste sono filmate da diversi studenti e finiscono sul tavolo del preside. Costui si vede costretto a deferirlo alla commissione d'inchiesta di facoltà, offrendogli però la possibilità di redimersi prima che venga pronunciato il verdetto nei suoi confronti. Mazard dovrà preparare Neïla al torneo nazionale di retorica, che l'università non vince da quattro anni, affinché possa smentire l'immagine di misogino razzista ostentata pubblicamente.
Riscontrando come i metodi tradizionali con Neïla non funzionino, Mazard escogita degli escamotage alternativi per migliorarne dizione e sicurezza nell'eloquio. Il percorso da compiere è ancora lungo, come dimostra il primo turno del torneo, superato da Neïla soltanto perché l'avversario è squalificato a causa degli apprezzamenti razzisti espressi nei confronti della ragazza. Neïla inizia a rendersi conto che deve fidarsi di un professore magari sopra le righe, ma preparato e appassionato del suo lavoro. Neïla si fidanza con Mounir, amico d'infanzia che deve prendere la patente per lavorare come autista Uber. Grazie alla stabilità nella vita privata, Neïla supera una gara dopo l'altra e si qualifica alla finale di Parigi. Alla festa organizzata dalla facoltà in suo onore, Neïla scopre che Mazard è diventato suo mentore soltanto per salvare la cattedra e interrompe ogni rapporto con lui. Una volta resasi conto che in fondo il professore ha fatto il suo bene, Neïla chiede a Mounir (fresco di patente) di portarla a Parigi per partecipare alla finale.  Essendo arrivata troppo tardi, Neïla si precipita all'audizione di Mazard davanti al consiglio di facoltà, utilizzando gli artifici retorici appresi dal professore per spiegare che un insegnante come lui è una risorsa preziosa per l'università. Mazard ringrazia Neïla per avergli salvato il posto, assicurandole che non la dimenticherà.
Qualche anno dopo Neïla si è laureata ed è diventata avvocato, mettendo a frutto i preziosi insegnamenti di Mazard nel far capire ai propri assistiti di bassa estrazione sociale come l'immagine esteriore sia fondamentale per veicolare in modo più incisivo il proprio messaggio.

## Distribuzione
Il film è stato distribuito nelle sale cinematografiche francesi a partire dal 22 novembre 2017, mentre in Italia nel febbraio 2018.

## Riconoscimenti
- 2018 - Premio César
  - Miglior promessa femminile a Camélia Jordana
  - Candidatura Miglior film a Yvan Attal
  - Candidatura Miglior attore protagonista a Daniel Auteuil
- 2018 - Festival di Taormina
  - Arancio d'oro alla miglior interpretazione femminile a Camélia Jordana
- 2018 - Premio Lumière
  - Candidatura Miglior attore protagonista a Daniel Auteuil
  - Candidatura Migliore attrice protagonista a Camélia Jordana